# راقوگار ویجیپور
راقوگار ویجیپور (به انگلیسی: Raghogarh-Vijaypur) یک منطقهٔ مسکونی در هند است که در بخش گونا واقع شده‌است. راقوگار ویجیپور ۶۲٬۱۶۳ نفر جمعیت دارد و ۴۴۸ متر بالاتر از سطح دریا واقع شده‌است.